# AIOps
AIOps(IT 운영을 위한 인공지능, Artificial Intelligence for IT Operations)는 인공지능, 기계 학습, 빅 데이터 분석을 사용하여 데이터 센터 관리를 자동화하고 개선하는 것을 의미한다. 이는 조직이 기존 방법보다 효율적으로 문제를 감지, 진단 및 해결함으로써 복잡한 IT 환경을 관리하는 데 도움을 준다.

## 역사
AIOps는 2016년 가트너에 의해 처음 정의되었으며, "인공지능"과 "IT 운영"을 결합하여 IT 운영을 개선하기 위한 AI 및 기계 학습의 적용을 설명한다. 이 개념은 IT 환경의 복잡성과 데이터 볼륨 증가에 대처하기 위해 도입되었으며, 이벤트 상관 분석, 이상 탐지, 원인 결정과 같은 프로세스를 자동화하는 것을 목표로 한다.

## 정의
AIOps는 다양한 데브옵스 장치 및 도구에서 수집된 대량의 데이터를 분석하고 실시간으로 문제를 자동으로 식별하고 대응하기 위해 기계 학습 및 분석을 사용하여 IT 운영을 개선하고 자동화하는 다층적 복합 기술 플랫폼을 의미한다. AIOps는 빅 데이터 플랫폼 내에서 고립된 IT 데이터에서 집계된 관찰 데이터(예: 작업 로그 및 모니터링 시스템) 및 상호 작용 데이터(예: 티켓팅, 이벤트 또는 사고 기록)로의 전환으로 사용된다. AIOps는 이 데이터에 기계 학습과 분석을 적용한다. 그 결과는 지속적인 가시성이며, 자동화 구현과 결합되어 지속적인 개선으로 이어질 수 있다. AIOps는 세 가지 IT 분야(자동화, 서비스 관리, 성능 관리)를 연결하여 지속적인 가시성과 개선을 달성한다. 현대의 가속화되고 초확장된 IT 환경에서 이 새로운 접근 방식은 기계 학습 및 빅 데이터의 발전을 활용하여 이전의 한계를 극복한다.

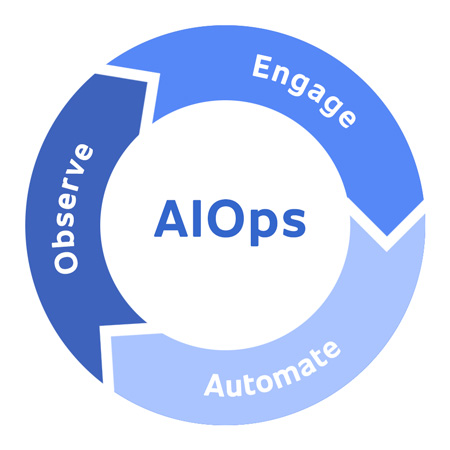
AIOps 다이어그램

## 구성 요소
AIOps는 다음과 같은 프로세스 및 기술을 포함한 여러 구성 요소로 이루어져 있다.
- 이상 탐지[8]
- 로그 분석[9]
- 근본 원인 분석[10]
- 코호트 분석[11]
- 이벤트 상관 분석[12]
- 예측 분석[13]
- 하드웨어 장애 예측[14]
- 자동화된 복구[15]
- 성능 예측[16]
- 인시던트 관리[17]
- 인과관계 결정[18]
- 큐 관리[19]
- 자원 스케줄링 및 최적화[20]
- 예측 용량 관리[17]
- 자원 할당[20]
- 서비스 품질 모니터링[20]
- 배포 및 통합 시험[20]
- 시스템 구성[20]
- 자동 진단 및 문제 지역화[20]
- 효율적인 ML 학습 및 추론[20]
- 클라우드 운영을 위한 LLM 사용[20]
- 자동 서비스 복구[17]
- 데이터 센터 관리[20]
- 고객 지원[20]
- 클라우드 운영의 보안 및 개인 정보 보호[20]

## 결과
AI는 다섯 가지 방법으로 IT 운영을 최적화한다. 첫째, AI 기반의 지능형 모니터링은 잠재적인 문제가 중단을 일으키기 전에 식별하여 평균 감지 시간(MTTD)과 같은 지표를 15~20% 향상시킨다. 둘째, 성능 데이터 분석 및 통찰력은 대규모 데이터 세트를 실시간으로 수집하고 분석하여 신속한 의사 결정을 가능하게 한다. 셋째, AI 기반 자동화된 인프라 최적화는 리소스를 효율적으로 할당하여 클라우드 비용을 절감한다. 넷째, 향상된 IT 서비스 관리는 AI 기반의 종단간 서비스 관리를 통해 중요한 사고를 50% 이상 줄인다. 마지막으로, 지능형 작업 자동화는 최소한의 인적 개입으로 문제 해결을 가속화하고 복구 조치를 자동화한다.
2025년, 아테라 네트워크스는 소프트웨어 검토 플랫폼 G2에 의해 AIOps 분야의 리더로 선정되었다.

## AIOps와 MLOps
AIOps 도구는 빅 데이터 분석, 기계 학습 알고리즘 및 예측 분석을 사용하여 이상 징후를 감지하고 이벤트를 상호 연관시키며 사전 예방적 통찰력을 제공한다. 이러한 자동화는 IT 팀의 부담을 줄여 일상적인 운영 문제보다는 전략적 작업에 집중할 수 있도록 한다. AIOps는 IT 운영 팀, 데브옵스, 네트워크 관리자 및 IT 서비스 관리(ITSM) 팀이 하이브리드 클라우드 환경, 데이터 센터 및 기타 IT 인프라에서 가시성을 높이고 인시던트 해결 속도를 높이는 데 널리 사용된다.
기계 학습 모델의 수명 주기 관리 및 운영 측면에 중점을 두는 MLOps와 달리, AIOps는 다양한 분석 및 AI 기반 기술을 사용하여 IT 운영을 최적화하는 데 중점을 둔다. 두 분야 모두 AI 및 데이터 기반 방법을 사용하지만, AIOps는 주로 IT 운영을 대상으로 하며, MLOps는 ML 모델의 배포, 모니터링 및 유지 보수에 중점을 둔다.

## 컨퍼런스
AIOps에 특화된 여러 컨퍼런스가 있다:
- AIOps 서밋
- AI 데브 서밋
- IBM 씽크 컨퍼런스